# Mercato nero

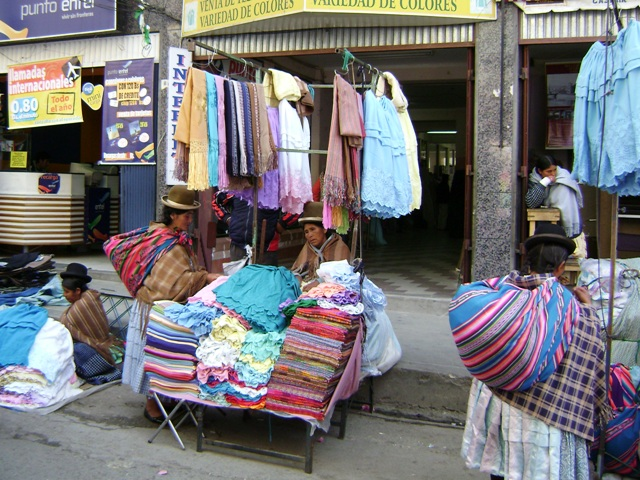
Mercado Negro a La Paz, in Bolivia.

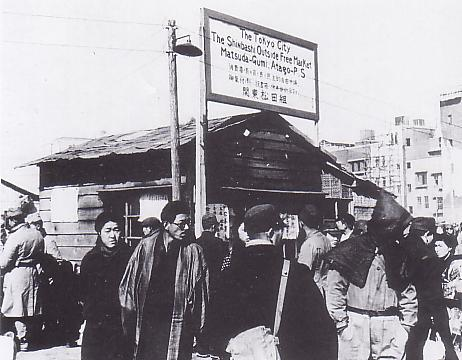
Mercato nero a Shinbashi nel 1946

Il mercato nero, detto anche borsa nera, è il commercio clandestino di beni di prima necessità, spesso collegato a contingenze belliche, o incentrato sulla vendita di particolari prodotti il cui scambio sia regolamentato o vietato da politiche di limitazione e controllo.
Il fenomeno è sempre stato presente nella storia dell'umanità e tende a svilupparsi in particolari situazioni come crisi economiche o conflitti.

## Tipologie

### Armi

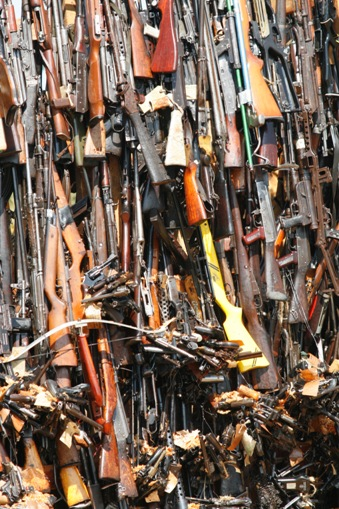
Armi confiscate pronte per essere distrutte a Nairobi, in Kenya

La legislazione di molti paesi proibisce o regolamenta in modo restrittivo il possesso e l'uso di armi. La regolamentazione può variare in modo significativo dal possesso di un'arma bianca rispetto a un'arma da fuoco.
Il mercato nero fornisce armi a chi non può permettersele per vie legali. Esiste anche la manomissione di armi regolarmente vendute per trasformarle in armi potenzialmente più pericolose (ad esempio arma a colpo singolo trasformata in arma automatica). Tra gli utilizzatori finali oltre ai criminali anche collezionisti che aggirano le leggi dello Stato di appartenenza.

### Alcool

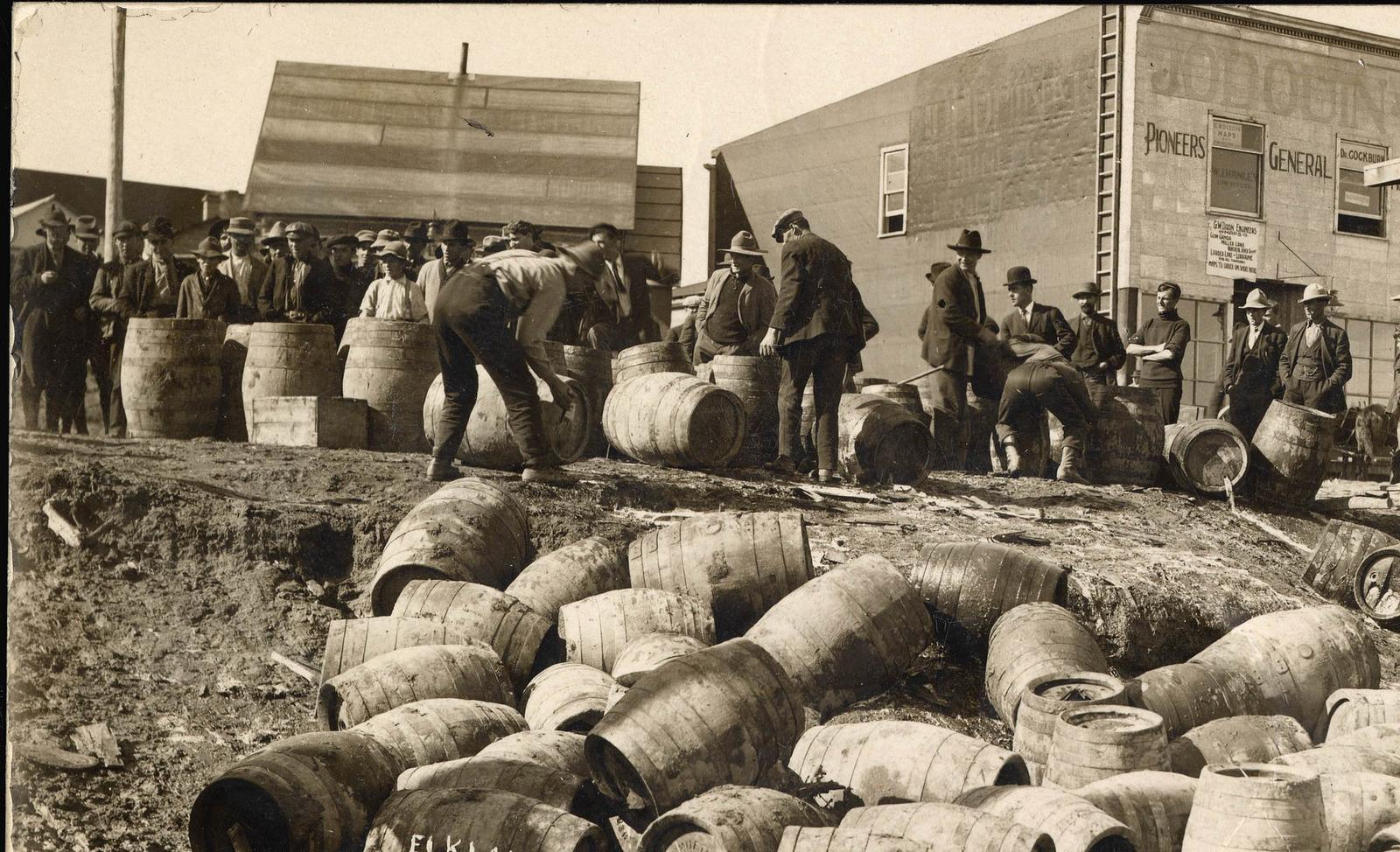
Botti distrutte dopo un raid della polizia nel 1925, Elk Lake (Ontario)

Il contrabbando di alcolici è il traffico illegale di sostanze contenenti spirito, non prodotte a seguito di permessi statali e quindi sprovvisti di accise applicate sul prodotto. In gergo anglosassone rum-running è il traffico di bevande illegali via mare; bootlegging via terra. Il termine "bootlegging" deriva dal fatto che le botti durante il proibizionismo negli USA venivano fatte rotolare dalla sede di produzione clandestina fino ai villaggi attraverso zone rurali. Il termine "rum-running" negli anni 1920-1933 negli USA, per le navi da Bimini, Bahamas, che portavano rum caraibico alla Florida. Il rum era economico e con scarsi profitti, ben presto il traffico si spostò verso il Canadian whisky, lo Champagne, e il gin inglese verso New York City e Boston.

### Affitti
Esiste un mercato nero per quanto riguarda l'affitto di abitazioni. È illegale affittare un'abitazione senza un regolare contratto opportunamente registrato alle pubbliche autorità nella maggior parte dei Paesi.
In Italia come in altri paesi è stata chiesta una tassazione sugli affitti gestiti dalla società Airbnb che permette affitti brevi senza alcun tipo di registrazione contrattuale tra locatario e locatore.

### Bracconaggio
Il bracconaggio consiste nella caccia e nella pesca svolte in violazione delle normative vigenti. È collegato al commercio di avorio e del collezionismo che porta a detenere flora e fauna di specie a rischio, vivente e non.

### Carburanti
Il contrabbando di carburante esiste tra Stati diversi e esiste il commercio di prodotti petroliferi senza il pagamento delle dovute accise, al pari del contrabbando di sigarette e di alcol.
Esiste il fenomeno dell'utilizzo di gasolio per uso agricolo che costa di meno rispetto al regolare per uso stradale in automobili, autocarri o autobus.

### Contraffazione
La contraffazione riguarda molti beni ed oggetti, dai farmaci all'abbigliamento, passando per le componentistica automotive. La valuta corrente falsa viene messa sul mercato nero per diverse ragioni. In internet la criptovaluta viene usata nel mercato nero, come il bitcoin.

### Dati personali
I dati personali, i dati finanziari o bancari e persino i dati sensibili sono oggetti di compravendita, principalmente nei mercati della darknet.  Spesso vengono vendute liste di credenziali di siti compromessi, correlandoli talvolta con dati pubblicamente disponibili, aumentando la portata del danno potenziale alle vittime.

### Disboscamento illegale
Il diboscamento illegale rappresenta un fenomeno che secondo l'Interpol, vale quanto il traffico di droga in alcuni stati, vedi Romania.

### Organi
Secondo la World Health Organization (WHO), il traffico di organi è rappresentato dal prelievo degli stessi per trarne profitto economico. Il 5% dei trapianti è illegale nel 2005. Il traffico è stimato dalla Global Financial Integrity tra i 600 e i 1.200 milioni di US$ l'anno a livello mondiale.

### Pirateria

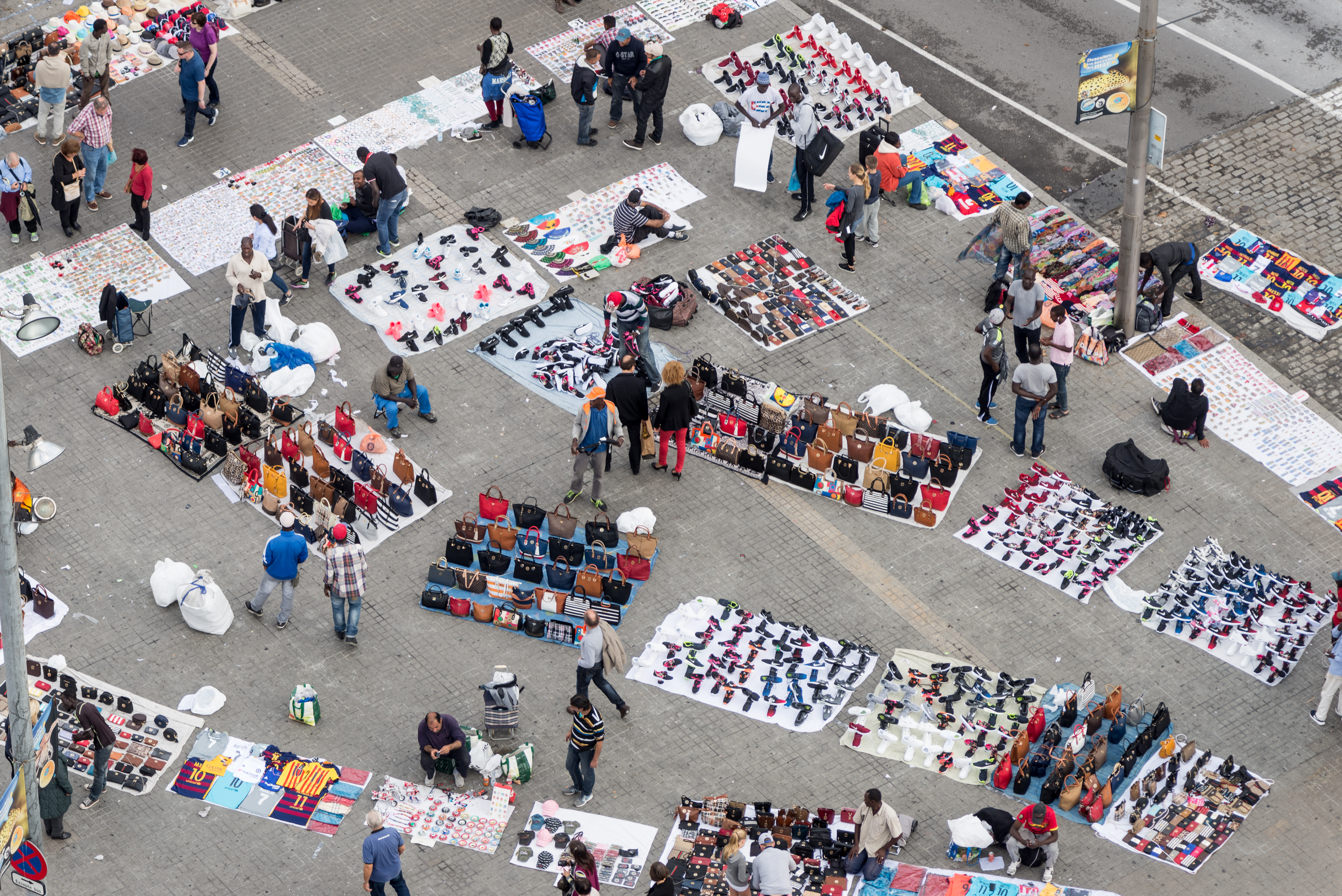
Venditori abusivi a Barcellona nel 2015

I venditori ambulanti abusivi, come ad esempio in Italia nel caso dei Vucumprà, offrono prodotti contraffatti o veri ma non autorizzati di media informatici come film, musica e software (ad esempio video game). L'introduzione di CD e DVD ha permesso la duplicazione in modo abbastanza semplice e fedele alla qualità dei prodotti originali. Attualmente i programmi sottoposti a software cracking vengono spesso distribuiti tramite internet.

### Prostituzione
La prostituzione è illegale o regolamentata in molte Nazioni. La prostituzione è presente ovunque ma studi dimostrano che è maggiormente fiorente in paesi poveri.
In paesi dove è legale e regolamentata come Germania, Austria, Svizzera e Paesi Bassi, le prostitute illegali che operano fuori dalle regole offrono servizi a prezzi ridotti, senza controllo sanitario e pagamento delle tasse

### Racket
Il termine fu coniato come termine dalla Employers' Association of Greater Chicago nel giugno del 1927 in un documento riguardante l'influenza della criminalità organizzata nella Teamsters union.
Indica attività criminali finalizzate a controllare determinati settori delle attività economiche e commerciali. Un archetipo è il protection racket, in Italia spesso chiamato anche "pizzo".

### Stupefacenti

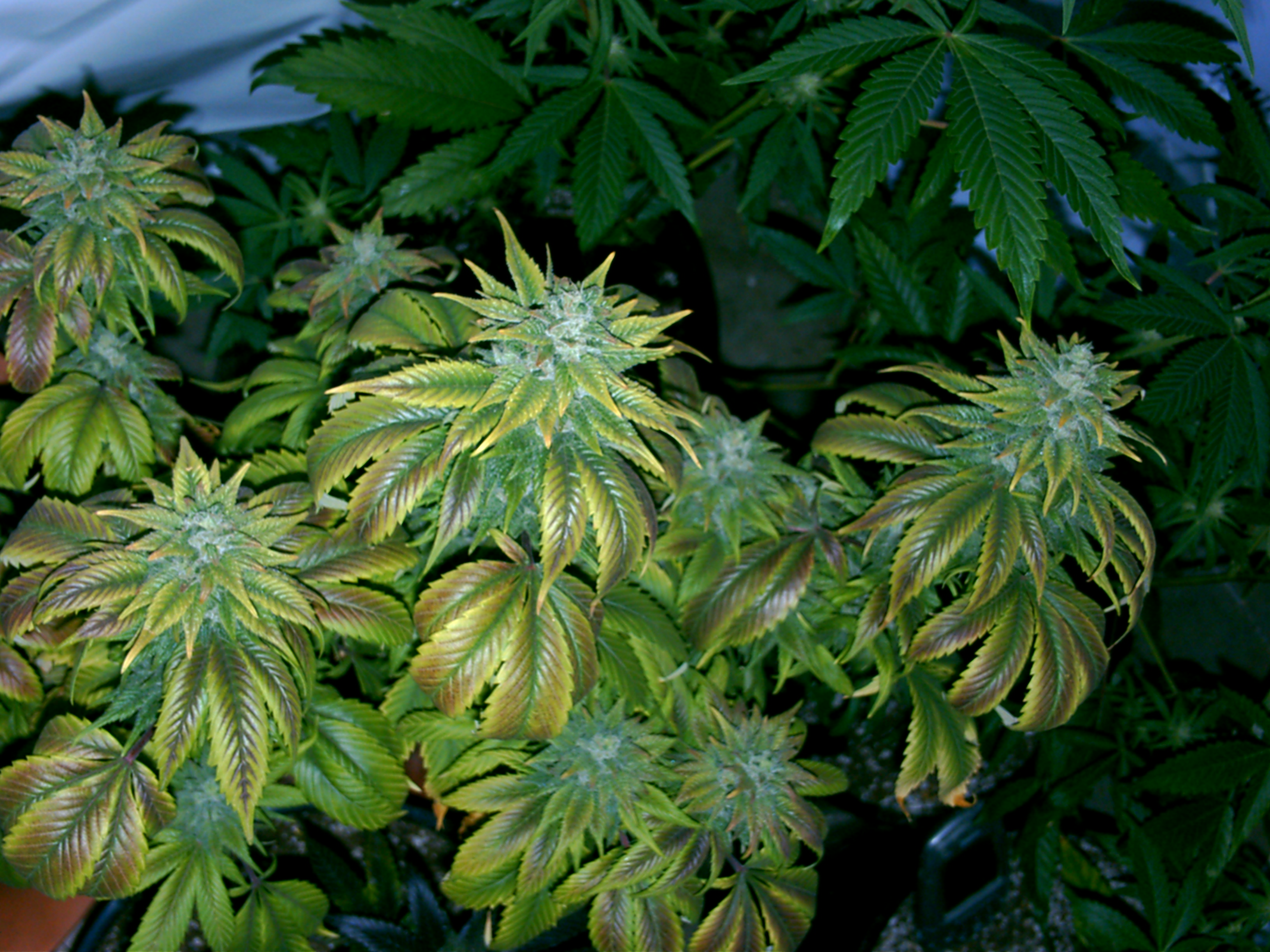
Cannabis

Nel XIX e XX secolo diversi Stati hanno iniziato a rendere illegale l'uso e il commercio di droghe. I consumatori continuano comunque ad usare tali droghe e un fiorente mercato nero li approvvigiona. Anche se viene portata avanti una battaglia contro il traffico di droga, la domanda resta sempre alta e i profitti notevoli dal traffico fanno sì che nuovi soggetti entrino nel commercio oltre alle storiche organizzazioni criminali. Le Nazioni Unite nel 2005 stimano in 321.6 miliardi di US$ il fatturato mondiale.
Alcune forme di legalizzazione per le droghe leggere sono presenti in Stati come l’Olanda e gli USA. Alcuni fanno paralleli con il proibizionismo degli anni’20 negli USA, per favorirne la legalizzazione.

### Tratta di esseri umani
Il fenomeno della tratta di esseri umani è sempre esistito sin dallo schiavismo; i casi storici più famosi sono la tratta atlantica degli schiavi africani e a partire dal XX secolo il traffico di migranti collegato allo sfruttamento dell'immigrazione illegale.

### Tabacco
Il commercio illegale del tabacco è legato alla tassazione più o meno favorevole nei vari Stati del mondo, come gli Stati Uniti d'America e l'Europa. Gli Stati ove vige una tassazione bassa sono maggiori produttori di tabacco e lavorati.
Nel Regno Unito le statistiche nel 2012 hanno riportato che il 27% delle sigarette e il 68% del tabacco per rollare sia acquistato sul mercato nero.

### Trasporto di persone
Dove il servizio taxi o di bus o di altri sistemi di trasporto viene regolamentato restrittivamente o monopolizzato, può fiorire un mercato nero che serve le fasce più deboli della popolazione o le più ricche. I taxisti devono avere licenza da parte dello Stato così come il noleggio con conducente.